# Vicarage Road
Vicarage Road es un estadio de fútbol situado en Watford (Hertfordshire, Inglaterra), que alberga los partidos de fútbol como local del Watford F.C. de la Championship. Su capacidad actual permite albergar 21 577 aficionados.

## Historia
Ha sido el campo del Watford desde 1922, cuando el club se mudó de Cassio Road. El coronel Charles Healey de Benskins Brewery inauguró oficialmente el terreno para la visita de Millwall el 30 de agosto de 1922. Además de ser el estadio del Watford desde su apertura, fue también el campo del Wealdstone FC entre 1991 y 1993, y del equipo de rugby Saracens desde 1997 hasta que se trasladaron a su nuevo estadio, el Barnet Copthall, ubicado en el norte de Londres, en febrero de 2013.
Después de adquirir la propiedad del estadio a Benskins en enero de 2002, la situación financiera de Watford les forzó a vender y arrendar el estadio ese mismo año. Aun así, después de una campaña titulada 'Let's Buy Back The Vic' con las donaciones de los hinchas, así como del famoso ex propietario Elton John, que donó todas las ganancias de un concierto celebrado en el lugar, el club pudo recomprar el estadio en septiembre de 2004.

## Tribuna Vicarage Road

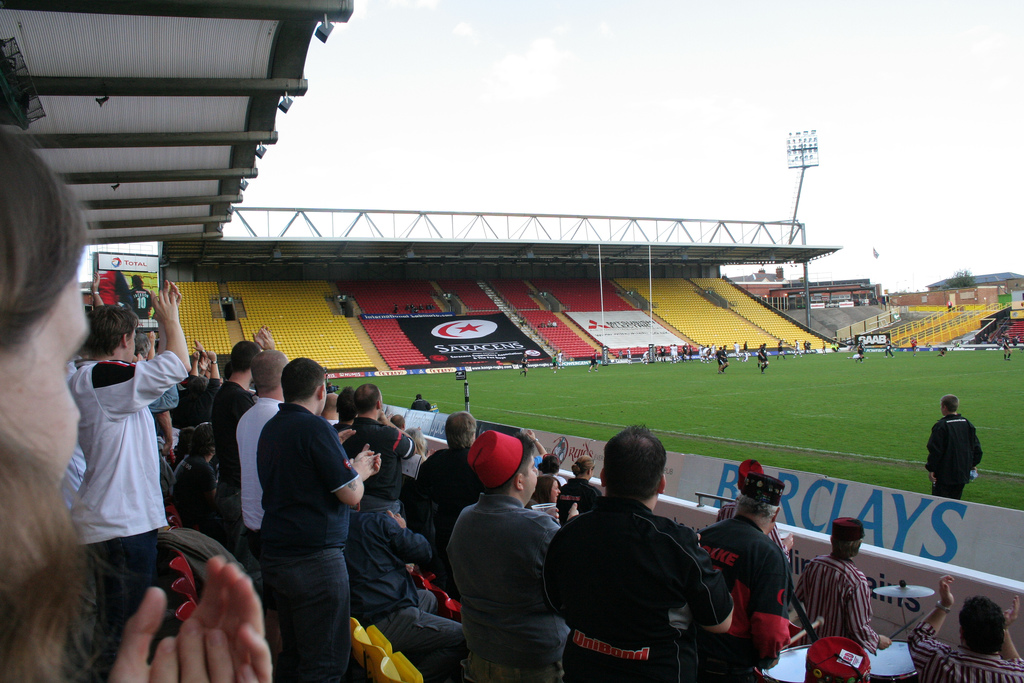
Partido de rugby en Vicarage Road, 2005.

La Tribuna Vicarage Road se construyó tras la conclusión de la temporada 1992-1993. La tribuna, que anteriormente era una terraza abierta, se construyó para cumplir con el Informe Taylor y elevar el nivel del terreno. Su construcción costó 2,3 millones de libras esterlinas y tenía una capacidad para 5.800 personas. La construcción se financió en gran parte con la venta de Bruce Dyer por 1,2 millones de libras esterlinas en 1994.
Originalmente, cuando el club se trasladó al terreno, era un mero banco de tierra, pero poco a poco se fue transformando en una terraza convencional. En 1978, se instaló un marcador electrónico, que se convirtió en un símbolo icónico del apogeo del Watford en los años ochenta. En una muestra de solidaridad con el apoyo local, Graham Taylor sostuvo que los bancos para el cuerpo técnico y los suplentes en el costado del campo permanecerían expuestos a los elementos hasta que se cubriera el campo local.
Su último partido como terraza fue una derrota por 1-0 ante el Oxford United el 8 de mayo de 1993. Se abrió al público una vez más el 18 de septiembre de 1993, cuando el Watford derrotó al Notts County por 3-1.
Anteriormente era la grada local, ahora alberga la grada visitante. Posteriormente se añadió una partición, lo que significa que se podía colocar en la tribuna tanto la afición local como la visitante. La mitad de la tribuna se otorga a los aficionados visitantes y la otra mitad se utiliza como área familiar para los aficionados locales. También alberga a seguidores en silla de ruedas de ambos equipos. Desde agosto de 2012, la tribuna alberga la 'Hornets Shop'.

## Tribuna Rookery

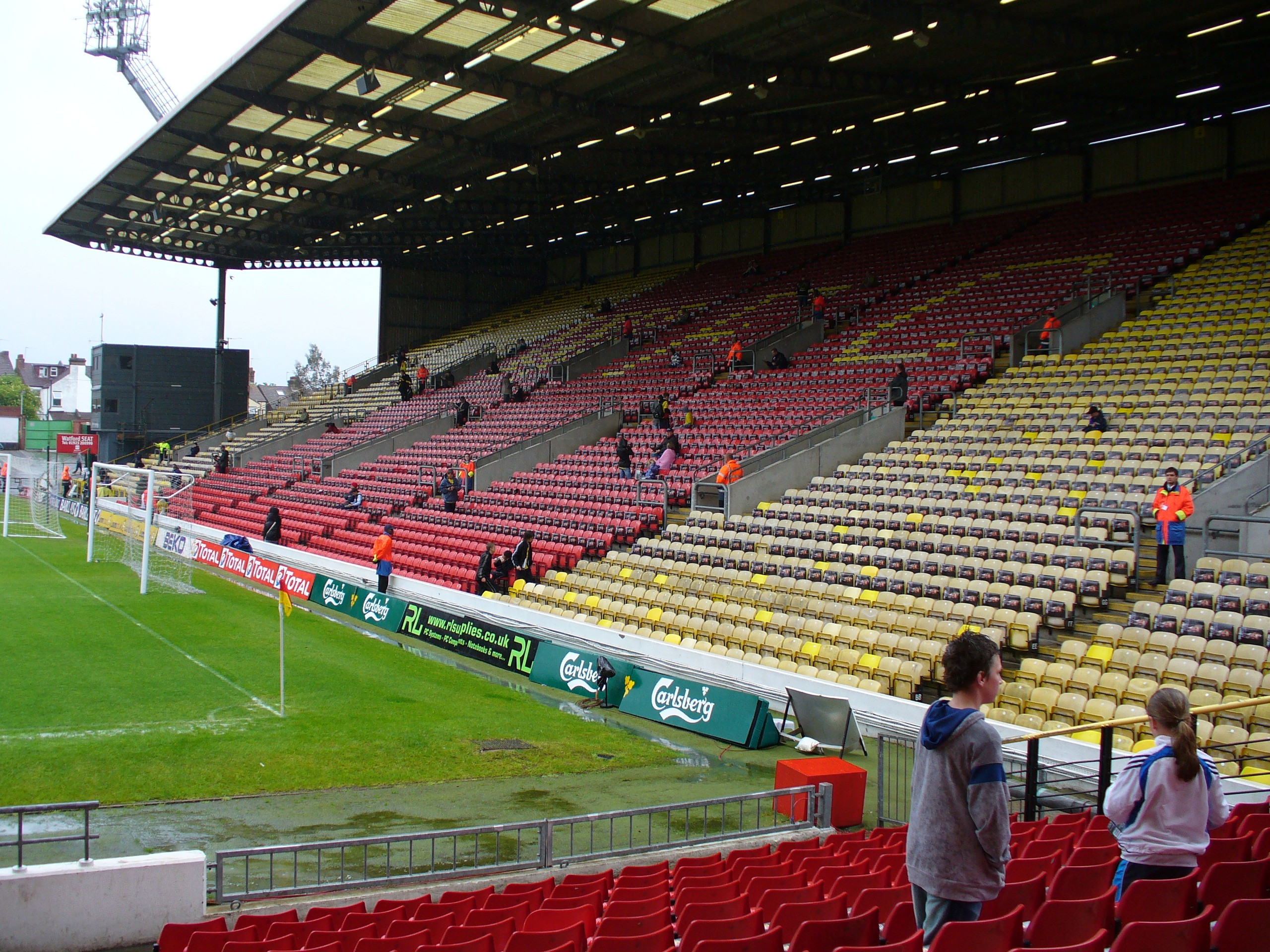
La Tribuna Rookery.

La Tribuna Rookery se construyó durante el transcurso de la temporada 1994-1995. Otra antigua terraza, la tribuna Rookery, con capacidad para 6.960 personas. más grande que la tribuna de Vicarage Road, cuenta con instalaciones en dos niveles y también alberga la mayoría de las áreas administrativas del club. La construcción de la tribuna costó 1,6 millones de libras esterlinas, aproximadamente 300.000 libras esterlinas de esta cifra fueron aportadas por Football Trust, el dinero restante provino de la venta de Paul Furlong por £ 2,3 millones por parte del entonces propietario Jack Petchey en 1994.
Cuando Watford se mudó de Cassio Road, este extremo del terreno tenía un techo sobre un banco de ceniza y, con el paso de los años, finalmente hubo que quitar el techo por razones de seguridad. La peña finalmente recaudó fondos para permitir que Rookery End contara con terrazas de concreto cubiertas, y este objetivo se logró en 1959.
La nueva tribuna, que reemplaza al modelo de 1959, fue utilizada por los seguidores de Watford por primera vez el 22 de abril de 1995, para la visita de Bristol City. Como parte del trabajo de reurbanización en conjunto con Watford Health Campus, se construyeron 164 unidades de viviendas asequibles, conocidas localmente como 'The Wrap', en Rookery y sus alrededores. La construcción finalizó en 2009.
Rookery es el "final de casa". Presta su nombre al podcast de los fans de Watford, From The Rookery End. La tribuna era conocida como Rover South para los partidos de los Sarracens.

## Tribuna Taylor Graham

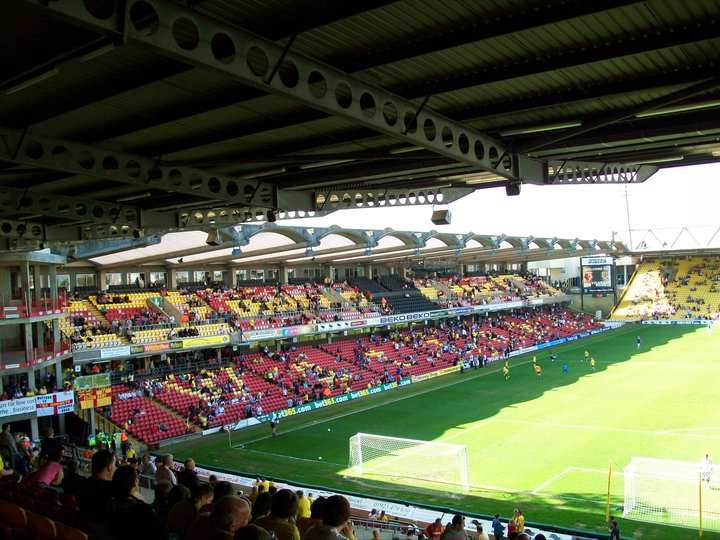
La tribuna de Graham Taylor y la esquina suroeste incompleta (izquierda), fotografiado en 2012.

La Tribuna Graham Taylor pasó a llamarse así en la temporada 2014-15, tomando su nombre del entrenador más exitoso del club, Graham Taylor. Anteriormente llevaba el nombre del expresidente de la FIFA, Sir Stanley Rous. La ceremonia oficial de cambio de nombre tuvo lugar el 29 de noviembre de 2014.
La tribuna, con su distintivo techo ondulado, se extiende a lo largo del costado del campo, en el lado oeste del terreno. Es una tribuna de dos niveles, con palcos ejecutivos y un pórtico para cámaras de televisión. Construida en 1986, reemplazó a la tribuna Shrodells. La operación, que costó 3 millones de libras esterlinas, se financió en parte mediante un préstamo de Elton John. Primero se construyó el nivel superior, completo con palcos ejecutivos, y luego se agregaron asientos temporales que formaban un nivel inferior. Posteriormente fueron reemplazados por asientos permanentes, utilizados por primera vez para un partido contra el Notts County el 18 de septiembre de 1993.
Cuando el club se mudó de Cassio Road en 1922, la tribuna Union fue transportada y reconstruida en este lado del terreno. Fue reemplazada por Shrodells Stand, que se construyó durante la década de 1930. En 1979 se amplió con 2.200 asientos más, en sustitución del recinto de pie delante de la tribuna.
El partido final de la tribuna Shrodells fue un empate 1-1 contra el Manchester United el 3 de mayo de 1986. La tribuna Graham Taylor se inauguró el 23 de agosto de 1986, cuando Oxford United visitó Vicarage Road, y Watford ganó 3-0.

## Tribuna Sir Elton John
La tribuna de Sir Elton John se encuentra en el lado este del terreno y contiene los vestuarios y el túnel. La tribuna quedó completamente inaugurada el 13 de diciembre de 2014, en una ceremonia a la que asistió Sir Elton John.
Antes de la construcción de la tribuna Sir Elton John, el lado este del terreno albergaba la tribuna principal, que se había construido en 1922 tras el traslado del Watford de Cassio Road. La tribuna principal se cerró en 2008 por motivos de seguridad.
Tras la adquisición del Watford FC por parte de la familia Pozzo en 2012, el club pudo financiar la construcción de una nueva tribuna para reemplazar la tribuna principal. La remodelación del lado este del estadio comenzó en 2013, con el objetivo de levantar una grada con capacidad para 3.000 asientos que también albergaría los vestuarios de los jugadores, el pórtico de televisión y el túnel.
En mayo de 2014, se anunció que la tribuna iba a conocerse como 'The Watford FC Community Stand'. Sin embargo, el club anunció en noviembre de 2014 que la nueva tribuna llevaría el nombre del expresidente Sir Elton John. Los vestuarios se utilizaron por primera vez en un partido amistoso entre Watford y Udinese el 2 de agosto de 2014.
El 8 de junio de 2015, el club confirmó que se estaban instalando 700 asientos adicionales en la tribuna Sir Elton John recientemente construida. Esta cifra se revisó un día después a unas 1.000 plazas adicionales, tras el anuncio de una ampliación en la esquina noreste.

## Lumínica
El primer partido bajo las luces artificiales en Vicarage Road se jugó en 1953, cuando se instalaron luces en la parte superior de la tribuna principal. Estos fueron reemplazados en 1960, con cuatro pilones construidos en las esquinas del terreno. Actualmente, los focos están montados en la parte superior de las tribunas Vicarage Road y Rookery.

## Estaciones de ferrocarril

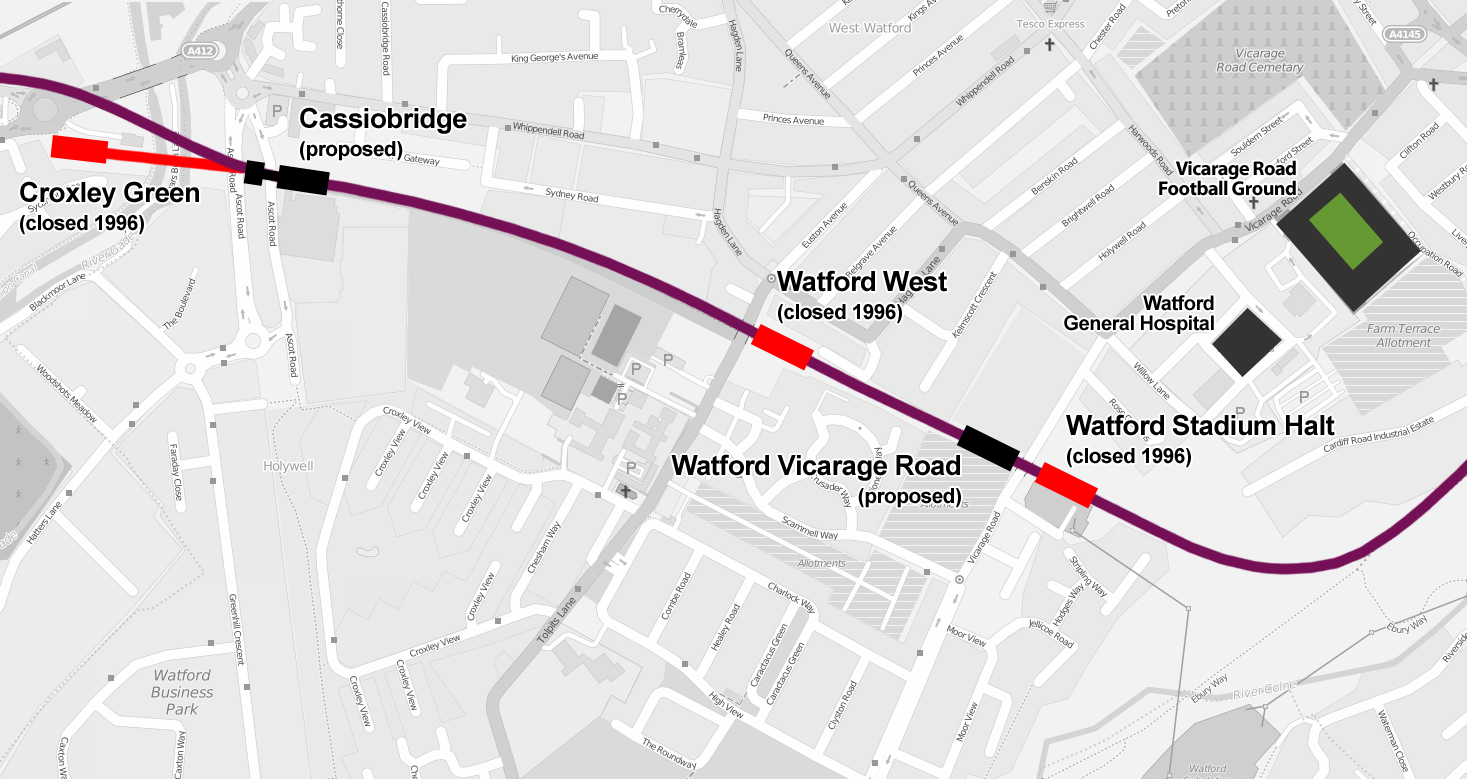
Las estaciones & nuevas viejas en el Croxley Enlace de Raíl Carretera de Vicaría cercana

En 1982, el estadio Vicarage Road consiguió su propia estación de tren, Watford Stadium Halt. Se introdujo como una forma de gestionar las multitudes que asistían a los partidos de fútbol, proporcionando una alternativa a Watford High Street y Watford Junction, y solo estaba abierta los días de partido. El desarrollo de la estación fue financiado conjuntamente por Football Trust, Watford Borough Council, Watford F.C. y British Rail. La estación fue inaugurada oficialmente el 4 de diciembre de 1982 por Elton John y Lord Aberdare, presidente del Football Trust. El tren inaugural llegó a la estación con cinco minutos de retraso, llevando a los aficionados del Manchester United a Vicarage Road; el partido de ese día terminó con una derrota del Watford por 1-0.
La estación dejó de utilizarse cuando British Rail cerró la línea ferroviaria en 1996 y ha permanecido abandonada desde entonces. En 2020 se inauguraría una nueva estación de metro de Londres, Watford Vicarage Road, en el lado opuesto del puente de Vicarage Road como parte del proyecto Croxley Rail Link para extender la línea metropolitana hasta el cruce de Watford. Sin embargo, desde marzo de 2017 el proyecto ha estado en duda debido a un importante déficit de financiación de varias entidades gubernamentales.